# Susan Kohner
Susan Kohner (11 de Novembro de 1936) é uma atriz estadunidense. Susan recebeu O Globo de Ouro de Melhor Atriz Coadjuvante por sua atuação como Sarah Jane no filme Imitation of Life (1959), papel que lhe rendeu também a uma indicação ao Oscar. Após seu casamento em 1964, Kohner deixou de atuar para se dedicar a sua família. Seus dois filhos, Chris Weitz and Paul Weitz, são diretores de cinema, roteiristas e ocasionalmente atuaram como atores.

## Biografia
Seu nome de batismo era Susanna Kohner, nasceu em Los Angeles, filha de Lupita Tovar, uma atriz mexicana, e Paul Kohner, Produtor de Cinema. Sua mãe era católica e seu pai judeu.

## Carreira
A maioria de suas atuações ocorreram no final dos anos 50 e começo dos 60, em filmes como The Gene Krupa Story (1959) e Dino (1957) onde atua ao lado de Sal Mineo. Sua atuação mais notável foi interpretando Sarah Jane em Imitation of Life, uma reprodução em cores do filme de 1934 de mesmo título. O filme, produzido por Ross Hunter, dirigido por Douglas Sirk e estrelado por Lana Turner fez muito sucesso, resultando na indicação de Kohner para o Oscar de melhor atriz coadjuvante e dois prêmios Globo de Ouro, de melhor atriz coadjuvante e melhor atriz revelação. Após sua atuação em Imitation of Life, Kohner juntamente com Natalie Wood and Robert Wagner. Mais tarde Susan recebeu vários convites para papéis em séries de TV, incluindo as séries Hong Kong, Going My Way e Temple Houston. Susan estrelou seu último filme em 1962 ao lado de Montgomery Clift em Freud. Kohner se aposentou de seu papel de atriz em 1964.

## Vida Pessoal
Susan Kohner casou-se em 1964 com o ex-ator e novelista alemão John Weitz, teve dois filhos, Chris and Paul ambos diretores, responsáveis por produções como American Pie (1999) e About a Boy (2002). Chris Weitz também ficou conhecido por sua direção de Saga Crepúsculo: Lua Nova (2009). Em 23 de abril de 2010, o filme Imitation of Life (1959) fez parte do Festival de Filmes da TCM em Los Angeles, Califórnia, para o qual Kohner e Juanita Moore foram convidadas. No final do filme, Kohner e Moore subiram ao palco para uma sessão de perguntas e respostas comandadas por Robert Osborne, quando foram ovacionadas pelo público presente.

## Filmografia[3]
| Filme     | Filme                             | Filme                   | Filme       |
| Ano       | Filme                             | Personagem              | Nota        |
| --------- | --------------------------------- | ----------------------- | ----------- |
| 1955      | To Hell and Back                  | Maria                   |             |
| 1956      | The Last Wagon                    | Jolie                   |             |
| 1957      | Trooper Hook                      | Consuela                |             |
| 1957      | Dino                              | Shirley                 |             |
| 1959      | Imitation of Life                 | Sarah Jane, aos 18 anos |             |
| 1959      | The Big Fisherman                 | Fara                    |             |
| 1959      | The Gene Krupa Story              | Ethel Maguire           |             |
| 1960      | All the Fine Young Cannibals      | Catherine McDowall      |             |
| 1961      | By Love Possessed                 | Helen Detweiler         |             |
| 1962      | Freud                             | Martha Freud            |             |
| Televisão |                                   |                         |             |
| Ano       | Título                            | Personagem              | Nota        |
| 1956      | The Alcoa Hour                    | Joanna                  | 1 episódio  |
| 1956      | Four Star Playhouse               | Anita                   | 1 episódio  |
| 1956      | Cavalcade of American             |                         | 1 episódio  |
| 1956      | Climax!                           |                         | 2 episódios |
| 1956–1957 | Schlitz Playhouse of Stars        | Lynn Howell             | 2 episódios |
| 1957      | Matinee Theatre                   |                         | 1 episódio  |
| 1957      | Wagon Train                       | Mokai                   | 1 episódio  |
| 1957      | Suspicion                         | Gina                    | 1 episódio  |
| 1958      | Alfred Hitchcock Presents         | Therese                 | 1 episódio  |
| 1960      | Playhouse 90                      | Rachel Heller           | 1 episódio  |
| 1961      | The DuPont Show with June Allyson | Clare Anderson          | 1 episódio  |
| 1961      | Hong Kong                         | Elena                   | 1 episódio  |
| 1961–1963 | Route 66                          | Katherine Midge         | 2 episódios |
| 1962      | Checkmate                         | Vicki Angelo            | 1 episódio  |
| 1962      | The Dick Powell Show              | Miriam Marks            | 1 episódio  |
| 1963      | The Nurses                        | Terry Collins           | 1 episódio  |
| 1963      | Going My Way                      | Elaine Brady            | 1 episódio  |
| 1963      | Temple Houston                    | Ellena Romolo           | 1 episódio  |
| 1964      | Rawhide                           | Abbie Bartlett          | 1 episódio  |
| 1964      | Channing                          | Rena                    | 1 episódio  |

## Premiações
| Ano  | Prêmio         | Resultado     | CAtegoria                     | Filme             |
| ---- | -------------- | ------------- | ----------------------------- | ----------------- |
| 1959 | Oscar          | Indicada      | Melhor Atriz Coadjuvante      | Imitation of Life |
| 1959 | Globo de Ouro  | Ganhou        | Melhor Atriz Revelação do Ano | -                 |
| 1959 | Globo de Ouro  | Ganhou        | Melhor Atriz Coadjuvante      | Imitation of Life |
| 1962 | Globo de Ouro  | Indicada      | Melhor Atriz Coadjuvante      | Freud             |
| 1958 | Laurel de Ouro | Indicada      | Revelação do Ano              | -                 |
| 1959 | Laurel de Ouro | Segundo Lugar | Revelação do Ano              | -                 |

## Ligações Externas
- Susan Kohner. no IMDb.